# Ținutul Romanului
Ținutul Romanului a fost unul dintre ținuturile Principatului Moldovei, aflat în Țara de Jos și având reședința la Roman. Documentele medievale menționează ținutul Romanului drept primul ținut din Țara Moldovei pe 16 septembrie 1408. Acesta a existat timp de peste 450 de ani, din 1408 până în 1864, când ținuturile au fost desființate, iar noul teritoriu al Principatelor Unite a fost reorganizat în județe.
În perioada 1741–1743, domnul Moldovei Constantin Mavrocordat a realizat reforma administrativă, prin care ținuturile moldovenești au fost divizate în ocoale, conduse de ocolași sau privighetori de ocol. Așa cum reiese din catagrafii, unele păstrată în Arhivele Naționale, cunoaștem acum că, la 1774, 1803, 1816 și 1831, ținutul Romanului era alcătuit din 3 ocoale: Ocolul de Sus (33 de sate în componență), Ocolul de Jos (40 de sate) și Ocolul de Mijloc (Roman + 26 de sate). În total, la începutul celui de-al patrulea deceniu al secolului al XIX-lea, Ținutul Romanului cuprindea 100 de localități cu 11.066 de contribuabili (capi de familie) la vistieria Moldovei.

## Localități
Lista localităților ținutului Romanului în iunie 1774:
Ocolul de Sus

Băicenii, Cucutenii, Bărbăteștii, Văscanii, Bălăsineștii, Tâmpeștii, Costeștii, Criveștii, Hăleșteienii, Boscotenii, Movilenii, Oborocenii, Oborocenii de Jos, Fărcășanii, Șcheia, Șcheulețul, Fedeleșanii, Hândreștii, Oțelenii, Șărăței, Miclăușănii, Dolgeștii, Buruieneștii, Cotul lui Iosâpu, Hăriceștii, Poienile Oancei, Bâra, Călugărița, Hulpășeștii, Sagna.
Ocolul de Jos

Prăgeștii, Ciritioana, Dumbrăvița, Căsteiu, Fundenii, Câmpenii, Sălevestrii, Berbicenii, Odobeștii, Ciutureștii, Misăhăneștii, Rușii, Poienile, Muncelul, Mâgla, Căuteșenii, Negășenii, Pădurenii, Buciumii, Glodenii,  Dămieneștii, Drăgeștii, Bătrâneștii, Băloșeștii, Iucșeștii, Cotul lui Bălan, Brăteștii, Avereștii, Gădinții.
Ocolul Mijlocului

Târgul Romanului, Iuganii, Răchitenii, Agiudeni, Tămășănii, Săboanii, Girăeștii, Pildeștii, Calicii, Cotul Vameșului.
Satele de la Suceava

Ruginoasa, Cozmeștii, Hălăucești, Stolnicenii, Purceleștii, Ciohorănii, Muncelul, Tupilații, Boteștii.